# Orlová
Orlová là một thị trấn thuộc huyện Karviná, vùng Moravskoslezský, Cộng hòa Séc.